# Only my railgun
「only my railgun」（オンリー・マイ・レールガン）は、日本の音楽ユニット・fripSideの楽曲で、第2期1作目（通算2作目）のシングル。

## 概要
2009年3月にボーカルのnaoが脱退したことに伴い、新たに南條愛乃をボーカルに起用してから初の作品にして、所属レコード会社を移籍しての再メジャーデビューシングル。
初回限定盤と通常盤の2形態で発売され、初回限定盤には表題曲のミュージック・ビデオを収録したDVDが同梱された。このミュージック・ビデオには、手品師のマギー審司が出演している。ジャケットは、両盤ともに『とある科学の超電磁砲』のキャラクターである御坂美琴と白井黒子が描かれている。

## 評価・受賞
- オリコンチャートでは、デイリーシングルチャートと週間シングルチャートで自身最高位となる第3位をそれぞれ獲得[2]し、累計売り上げにおいて自身最大のヒット曲となっている。[要出典]
- 2010年11月28日に発表された第15回アニメーション神戸賞において、ラジオ関西賞・AM神戸賞（主題歌賞）を受賞した[3]。また、アニメロミックスが発表した2010年度の年間ランキングで、着うたフル部門1位を獲得した[4]。
- 2014年5月15日にキャラペディアにて「もっとも心に残っているOP・EDの名曲」 - 1位[5]
- 2015年10月8日にキャラペディアにて「聴くともっともテンションが上がるアニソン」 - 1位[6]
- 2015年11月16日にアニメ！アニメ！にて「好きなアニメ作品のオープニング」 - 1位[7]
- 2017年2月18日にNHK BSプレミアムにて生放送された番組『カウントダウンLIVE アニソン ベスト100!』では、6位にランクインしている[8]。
- 2019年、JOYSOUND平成カラオケランキング　アニメ部門（平成5年 - 平成30年） - 20位[9]
- 2019年、平成アニソン大賞にて本曲が作品賞（2000年 - 2009年）に選出された[10]。
- 2020年9月6日にテレビ朝日系列にて放送された番組『国民13万人がガチ投票！アニメソング総選挙』では、6位にランクインしている[11]。

## 収録曲
全作曲・編曲：八木沼悟志
1. only my railgun [4:17]
作詞：八木沼悟志、yuki-ka
疾走感のあるトランス色の強い楽曲。八木沼はこの楽曲のボーカルにおいて、「ピッチが速くキーが高い難しい曲で、洋楽のハードロックのように音符1つに音節が2,3つ入ってくるような、ネイティブな歌唱スピードとリズムを目指した」と語っている[12]。
2. late in autumn [6:09]
作詞：南條愛乃、yuki-ka
晩秋をテーマに、秋という季節とそこから感じる別れの寂しい温度感を表現した楽曲[12]。
3. only my railgun (Instrumental) [4:17]
表題曲のインストゥルメンタル。
4. late in autumn (Instrumental) [6:06]
カップリング曲のインストゥルメンタル。

## 参加ミュージシャン
fripSide
- 八木沼悟志：Synthesizer & Programming (全曲)
- 南條愛乃：Vocal (#1,2)

Additional Musician
- a2c：Guitar (#1,3)
- 戸口田隆広：Guitar (#2,4)

## タイアップ
- 独立放送局・TBS系列アニメ『とある科学の超電磁砲』前期オープニングテーマ (#1)

## 収録アルバム
- infinite synthesis (#1,2)
- 「とある科学の超電磁砲」ORIGINAL SOUND TRACK / SPARK!! (#1 TVサイズ)
- J-アニソン神曲祭り -パラダイス- [DJ和 in No.1胸熱MIX] (#1)
- とある科学の超楽曲集 (#1)
- 流田P (#1)
- 流田PPPH (#1)
- the very best of fripSide 2009-2020 (#1)
- the very best of fripSide -moving ballads- (#2)

## カバー
- Starving Trancer feat. MAKI - 2010年4月7日発売のアルバム『SPEED アニメトランス BEST 9』に収録。
- 下川みくに - 2010年07月21日発売のアルバム『Replay!～下川みくに 青春アニソンカバーⅢ～』に収録。
- 流田Project - 2010年12月1日発売のアルバム『流田P』に収録。また2018年1月24日発売のアルバム『流田PPPH』にも収録。
- m.o.v.e - 2012年2月22日発売のアルバム『anim.o.v.e BEST』に収録。
- MK-CONNECTION - 2012年06月27日発売のアルバム『MK-CONNECTION Mｋ-Ⅰ』に収録。
- SHIHORI - 2012年12月5日発売のアルバム『百花繚乱！アニソンカバーMIX！！』に収録。
- EMERGENCY - 2013年9月25日発売のアルバム『ADM – Anime Dance Music produced by tkrism -』に収録。
- 福原香織とRAB - 2014年2月19日発売ミニアルバム『売れたい!』に収録。
- Machico - 2015年4月8日発売のアルバム『COLORSⅡ -RML-』に収録。
- まらしぃ - 2015年6月20日発売のアルバム『marasy piano world』に収録。
- 石川綾子 - 2015年12月9日発売のアルバム『ANIME CLASSIC』に収録。また2017年9月13日発売のアルバム『ジャンルレス THE BEST』にも収録。
- 中川翔子 - 2017年7月3日導入の『CR中川翔子～アニソンは世界をつなぐ～』に収録。
- 妄想キャリブレーション - 2018年3月14日発売のアルバム『妄想道中膝栗毛』に収録。
- Poppin'Party［戸山香澄（愛美）］ - ゲーム『バンドリ! ガールズバンドパーティ!』収録曲[13]。2019年12月18日発売のアルバム『バンドリ！ ガールズバンドパーティ！ カバーコレクション Vol.3』でCD初収録。
- fripSide(-version 2020-) - アレンジを変更したセルフカバー曲「only my railgun-version2020-」として、2020年4月1日発売のMV集『fripSide infinite video clips 2009-2020』に映像作品として収録。楽曲は同日より配信。
- エクセリカ [二ノ宮ゆい ] - 2021年4月23日ゲーム『おねがい、俺を現実に戻さないで! シンフォニアステージ』に追加収録。
- 井口裕香 - カバーソングプロジェクト「CrosSing」にてカバー[14]。2024年7月24日に「only my railgun from CrosSing」として配信リリース。
- fripSide(-version 2024-) - 後述。

### only my railgun -version 2024-
「only my railgun -version 2024-」（オンリー・マイ・レールガン バージョン2024）は、2024年12月18日にNBCユニバーサルから発売された日本の音楽ユニットであるfripSideの楽曲で、第3期1作目であり通算2作目の配信限定シングル。

### 概要（version 2024）
テレビアニメ第1期放送15周年を記念し、3代目ボーカルである上杉真央と阿部寿世による新録の「only my railgun -version 2024-」、上杉と阿部に加え、2代目ボーカルである南條とコラボした「only my railgun -15th Anniversary version-」、2020年に配信限定シングルとしてリリースされた「only my railgun -version 2020-」を収録。

#### 収録曲（version 2024）
| 全作詞: 八木沼悟志、yuki-ka、全作曲・編曲: 八木沼悟志。 |                                                               |                     |            |      |
| #                                                       | タイトル                                                      | 作詞                | 作曲・編曲 | 時間 |
| 1.                                                      | 「only my railgun -version 2024-」                            | 八木沼悟志、yuki-ka | 八木沼悟志 | 4:16 |
| 2.                                                      | 「only my railgun -15th Anniversary version-」                | 八木沼悟志、yuki-ka | 八木沼悟志 | 4:52 |
| 3.                                                      | 「only my railgun -version 2020-」                            | 八木沼悟志、yuki-ka | 八木沼悟志 | 4:13 |
| 4.                                                      | 「only my railgun -version 2024- (instrumental)」             | 八木沼悟志、yuki-ka | 八木沼悟志 | 4:16 |
| 5.                                                      | 「only my railgun -15th Anniversary version- (instrumental)」 | 八木沼悟志、yuki-ka | 八木沼悟志 | 4:52 |
| 合計時間:                                               | 合計時間:                                                     | 22:29               |            |      |